# Edward Douglass White (1795–1847)
Edward Douglass White (ur. w marcu 1795, zm. 18 kwietnia 1847) – amerykański prawnik i polityk.
W latach 1829–1834 reprezentował stan Luizjana w Izbie Reprezentantów Stanów Zjednoczonych. W 1834 roku zrezygnował z tego stanowiska by objąć fotel gubernatora stanu Luizjana, który piastował w latach 1834–1838. W 1839 roku powrócił do Izby Reprezentantów, gdzie zasiadał przez dwie kadencje Kongresu do 1843 roku.
Jego syn, również Edward Douglass White, był senatorem Stanów Zjednoczonych z Luizjany oraz prezesem Sądu Najwyższego Stanów Zjednoczonych.